# Gur i Zi
Gur i Zi je naselje i općina u sjeverozapadnom dijelu Albanije. Nalazi se u Skadarskom distriktu.